# ヴィクトリア・シュナーダーベック
ヴィクトリア・シュナーダーベック（Viktoria Schnaderbeck、1991年1月4日 - ）は、オーストリア・シュタイアーマルク州・グラーツ出身の同国女子A代表女子サッカー選手。イングランド・FA WSL1部・アーセナルFC所属。ポジションはDF。

## 経歴

### クラブ
7歳でサッカーを地元クラブで始め、弱冠15歳で当時オーストリア・女子ブンデスリーガに所属していたDFC LUV グラーツに移籍した。
16歳でドイツ女子ブンデスリーガに属するFCバイエルン・ミュンヘンにチームメートのカリーナ・ヴェンニンガーと共に移籍。当初はセカンドチームでプレーし、2010年にトップチームでのデビューを果たす。以降はトップチームの主力選手として定着し、2015年、2016年でのドイツ・女子ブンデスリーガ2連覇等を果たした。
2018年夏にイングランド・FA WSL1部に属するアーセナルFCに移籍した。

### 代表
弱冠16歳で既にU19代表でプレーし、2007年以降はオーストリア女子A代表に招集されている。代表デビューはUEFA欧州女子選手権2009に向けての欧州予選で対戦したポーランド女子A代表戦（試合は0-1で敗戦）。
2013年以降はオーストリア女子A代表の主将に任命されている。2015年から2016年にかけて行われたUEFA欧州女子選手権2017に向けての欧州予選を突破し、本大会出場を決めた。
2017年7月16日から8月6日にかけてオランダで開催されたUEFA欧州女子選手権2017では全試合に出場し3位という好結果を残した。

## タイトル

### クラブ
DFC LUV グラーツ
- オーストリア・女子ブンデスリーガ準優勝（1回）： 2006-07
- オーストリア・レディースカップ準優勝（1回）： 2006-07

FCバイエルン・ミュンヘン
- ドイツ・女子ブンデスリーガ優勝（2回）： 2014-15, 2015-16
- 女子DFBポカール優勝（1回）： 2011-12
- 女子DFBポカール準優勝（1回）： 2017-18

アーセナルFC
- イングランド・FA WSL1部優勝（1回）： 2018-19

### 代表
オーストリア女子A代表
- キプロス・カップ (女子サッカー)優勝（1回）： 2016
- UEFA欧州女子選手権 3位（1回）： 2017